# 千葉県立千葉商業高等学校
千葉県立千葉商業高等学校（ちばけんりつ ちばしょうぎょうこうとうがっこう）は、千葉県千葉市中央区松波二丁目に所在する公立の商業高等学校。通称は「千葉商」(ちばしょう)

## 設置学科
全日制課程
- 商業科
  - 流通ビジネスコース
  - 会計ビジネスコース
  - 経営情報コース
- 情報処理科
  - 情報ビジネスコース
  - 情報システムコース
  - 情報αコース

全日制課程では、入学者選抜における募集学科の区分けをなくし、2学年進級時に生徒の適性や希望に応じた学科選択を行うこととしている。
定時制課程
- 商業科（単位制）

## 部活動
- 硬式野球
- サッカー
- ハンドボール
- ソフトボール
- ソフトテニス
- バスケットボール
- バドミントン
- バレー
- バトン
- 陸上競技
- 剣道
- 弓道
- 柔道
- 珠算
- 簿記
- 情報処理
- ワープロ
- 国際交流
- 吹奏楽
- 書道・ペン字
- 文芸
- 演劇
- 文芸
- 美術
- 写真
- 茶道
- 視聴覚
- 電子芸術
- インターアクト
- 放送

## 交通
- 西千葉駅・千葉駅・西登戸駅・作草部駅から徒歩10分前後

## 沿革
- 1901年（明治34年）5月28日 - 千葉町立千葉商工補習学校設立認可
  - 9月2日 - 同校創設（千葉郡千葉町大日寺敷地内）
- 1903年（明治36年） - 千葉町新町松原に校舎新築移転
- 1917年（大正6年）10月1日 - 千葉寺町幼学園跡に移転
- 1918年（大正7年）4月1日 - 千葉町立千葉商業補習学校に校名変更
- 1921年（大正10年）1月1日 - 千葉市立千葉商業補習学校に校名・組織変更
- 1923年（大正12年）4月4日 - 千葉県千葉商業学校に校名・組織変更
  - 4月20日 - 同校開校式（後日、創立記念日に制定）
  - 9月 - 千葉尋常高等小学校（現在の寒川小学校）に仮移転
- 1924年（大正13年）4月1日 - 新寒川校舎落成・移転（千葉市寒川1,023、現在の港町7）
- 1929年（昭和4年）4月1日 - 甲種（5年制）商業学校に昇格
  - 10日 - 千葉商業実務学校併置
- 1930年（昭和5年）6月5日 - 校訓（誠実・勤倹・剛健・礼譲）制定
- 1935年（昭和10年）12月8日 - 松波校舎落成
- 1939年（昭和14年） - 第25回全国中等学校優勝野球大会に初出場
- 1940年（昭和15年） - 第26回全国中等学校優勝野球大会に2回目の出場
- 1944年（昭和19年）4月1日 - 千葉市立航空工業学校に校名組織変更
  - 4月 - 千葉市立高等小学校（末広町2-10-1）に移転、千葉市立千葉青年学校に同居
- 1945年（昭和20年）9月1日 - 松波校舎に戻る。千葉市立工業学校に校名組織変更
- 1946年（昭和21年）3月30日 - 千葉県千葉商業学校校名組織の復帰認可
- 1948年（昭和23年）3月31日 - 千葉市立商業高等学校に校名組織変更、新校章・校旗等制定
- 1950年（昭和25年）4月1日 - 千葉県立千葉商業高等学校に校名組織変更
- 1952年（昭和27年）4月1日 - 定時制設置
- 1954年（昭和29年） - 第36回全国高等学校野球選手権大会に3回目の出場
- 1956年（昭和31年） - 第38回全国高等学校野球選手権大会に4回目の出場
- 1964年（昭和39年） - 第46回全国高等学校野球選手権大会に5回目の出場
  - 12月19日 - 校舎全面改築・施設設備期成会結成（1965年 - 1972年）
- 1968年（昭和43年） - 第50回全国高等学校野球選手権大会に6回目の出場
- 1970年（昭和45年） - 第42回選抜高等学校野球大会に初出場　ベスト8
- 1972年（昭和47年）4月1日 - 情報処理科新設
- 1977年（昭和52年） - 第59回全国高等学校野球選手権大会に7回目の出場
- 1994年（平成6年）4月1日 - 国際経済科設置
- 2000年（平成12年）8月1日 - 松波校舎全面改築のため美浜区若葉3－2（旧・幕張東高校）へ一時移転
- 2004年（平成16年）1月13日 - 松波新校舎完成、移転
  - 4月1日 - 情報処理科・国際経済科募集停止・情報システム科設置
  - 11月6日 - 創立80周年（創設102年、定時制併置50周年）並びに新校舎落成記念式典
- 2013年（平成25年）11月14日 - 創立90周年（定時制併置60周年）記念式典を挙行
- 2015年（平成27年）4月1日 - 情報システム科にαコース設置
- 2018年（平成30年）4月1日 - 情報システム科募集停止・情報処理科設置

## 特記事項
- 商業教育の水準が高く、2015年、簿記部では税理士試験科目試験合格者を輩出している[1]。

## 著名な卒業生
野球
- 大木董四郎
- 小川善治
- 板倉正男
- 江田昌司
- 鴇田忠夫
- 高橋重行
- 高浦美佐緒
- 中村典夫
- 野崎進
- 高田博久
- 勝呂壽統
- 寺村友和
- 新井勝也
- 森忠仁

芸能界
- Nanami
- 加養浩幸
- 西脇美智子
- 木原和人
- 加門亮

その他
- 二関亜由美（新体操）
- 横地愛（新体操）
- 橋本きみ子（バスケットボール）
- 栃偉山弘行（バスケットボール、のち大相撲十両力士）
- 田畑茉利名（競輪）
- 古川了子（特定失踪者）